# Colorado Rapids
I Colorado Rapids sono una società calcistica statunitense con sede nella città di Commerce City (Colorado), non distante dalla capitale di Stato Denver. Dal 1996 militano nella Major League Soccer (MLS) e disputano le proprie partite casalinghe al Dick's Sporting Goods Park, impianto da 18.713 posti a sedere.
Il club è stato fondato nel 1995 ed ha vinto un titolo MLS nel 2010, dopo aver perso una finale nel 1997.

## Storia

### Il primo decennio (1996-2006)
I Colorado Rapids sono stati uno dei dieci club fondatori della Major League Soccer. La stagione inaugurale del 1996 fu però un fallimento: nonostante la presenza in squadra di giocatori d'esperienza quali Shaun Bartlett, Chris Woods e Marcelo Balboa, i Rapids conclusero il campionato all'ultimo posto della Western Conference.
La stagione del 1997 vede l'ingaggio del nuovo coach Glenn Myernick, che porta con sé alcuni nuovi giocatori. I miglioramenti sono evidenti e la squadra raggiunge la finale della Western Conference, in cui batte Dallas con un goal a tre minuti dal termine di Chris Henderson. La finale della MLS vede però Colorado soccombere contro il DC United.
Colorado continua a seminare molto e a raccogliere poco: Myernick inserisce nella rosa giocatori come Anders Limpar e Marcus Hahnemann, con i quali i Rapids centrano nel 1999 la finale di US Open Cup. Stavolta a battere la squadra di Myernick saranno i Rochester Raging Rhinos.
Il campionato del 2000 ha come miglior momento la vittoria con un goal al 97º minuto nell'ultima gara di regular season contro i Los Angeles Galaxy. Questo risultato garantirà l'accesso dei Rapids ai play-off.
Nella stagione 2001 viene ingaggiato un nuovo allenatore, Tim Hankinson. Hankinson gioca un calcio difensivista e spesso acquista giocatori costosissimi ma di dubbio valore. Va comunque detto che sotto la sua guida arrivano in Colorado giocatori importanti come Mark Chung, Chris Henderson, Carlos Valderrama e Joe Cannon, inoltre i Rapids raggiungono i play off tutti gli anni. Dopo anni di risultati altalenanti, Tim Hankinson lascia la panchina dei Rapids alla fine del 2004.
Il magnate Stan Kroenke acquista il club nel 2005. Kroenke sceglie Fernando Clavijo come nuovo allenatore, il quale porta in squadra Jeff Cunningham, Terry Cooke e David "Dedi" Ben Dayan. La squadra gioca un calcio migliore e riesce nuovamente a raggiungere i play-off.
La stagione 2006 è piuttosto scialba: la squadra gioca male e i play off vengono raggiunti solo all'ultimo istante. Ad ogni modo in questa annata i Rapids vincono la Rocky Mountain Cup per il secondo anno consecutivo e il campionato delle riserve.

### L'era moderna (2007-oggi)
I Rapids inaugurano il 2007 con nuovi colori sociali, un nuovo stadio e una grande carica di ottimismo. La stagione inizia positivamente, ma di lì a poco la squadra inanella una serie di risultati negativi che non le permetteranno di entrare nei play off. Come se non bastasse, nella US Open Cup i Rapids si vedono infliggere un umiliante 5-0 dai Seattle Sounders.
Nonostante i pessimi risultati e le proteste dei tifosi, Fernando Clavijo viene confermato alla guida del club anche per la stagione 2008.
Nel 2010, battendo Dallas in finale, a Toronto, con il punteggio di 2-1(dopo i tempi supplementari), si proclamano campioni della Major League Soccer per la prima volta nella loro storia. Il gol decisivo viene marcato dal senegalese Kandij al minuto 107.

## La Rocky Mountain Cup
Nel 2005 il Real Salt Lake fa il suo ingresso nella MLS, divenendo il secondo club della regione delle Montagne Rocciose insieme ai Rapids. I sostenitori dei due club hanno quindi ideato una competizione fra le due squadre (la Rocky Mountain Cup appunto) per stabilire la supremazia locale in ambito calcistico. Si aggiudica il trofeo la squadra che ottiene più punti negli scontri diretti durante la regular season. Su tre edizioni della coppa, i Rapids se ne sono aggiudicate due.

## Palmarès

### Competizioni nazionali
- Campionato MLS: 1

2010

### Altri piazzamenti
- Campionato MLS:

Secondo posto: 1997
- U.S. Open Cup:

Finalista: 1999
Semifinalista: 1996

## Organico

### Rosa 2025
Aggiornata al 25 febbraio 2025.
| N. |                              | Ruolo | Calciatore         |
| -- | ---------------------------- | ----- | ------------------ |
| 1  | Stati Uniti (bandiera)       | P     | Zack Steffen       |
| 2  | Stati Uniti (bandiera)       | D     | Keegan Rosenberry  |
| 3  | Stati Uniti (bandiera)       | D     | Sam Vines          |
| 4  | Stati Uniti (bandiera)       | D     | Reggie Cannon      |
| 5  | Danimarca (bandiera)         | D     | Andreas Maxsø      |
| 6  | Nigeria (bandiera)           | D     | Chidozie Awaziem   |
| 8  | Stati Uniti (bandiera)       | C     | Oliver Larraz      |
| 9  | Brasile (bandiera)           | C     | Rafael Navarro     |
| 10 | Stati Uniti (bandiera)       | C     | Djordje Mihailović |
| 11 | Stati Uniti (bandiera)       | C     | Omir Fernandez     |
| 12 | Stati Uniti (bandiera)       | C     | Josh Atencio       |
| 13 | Trinidad e Tobago (bandiera) | A     | Wayne Frederick    |
| 14 | Inghilterra (bandiera)       | C     | Calvin Harris      |
| 16 | Stati Uniti (bandiera)       | A     | Alex Harris        |
| 18 | Stati Uniti (bandiera)       | C     | Sam Bassett        |

| N. |                        | Ruolo | Calciatore            |
| -- | ---------------------- | ----- | --------------------- |
| 19 | Stati Uniti (bandiera) | D     | Ian Murphy            |
| 20 | Irlanda (bandiera)     | C     | Connor Ronan          |
| 21 | Stati Uniti (bandiera) | C     | Theodore Ku-Dipietro  |
| 22 | Stati Uniti (bandiera) | D     | Sebastian Anderson    |
| 23 | Stati Uniti (bandiera) | C     | Cole Bassett          |
| 27 | Canada (bandiera)      | A     | Kimani Stewart-Baynes |
| 31 | Stati Uniti (bandiera) | P     | Adam Beaudry          |
| 34 | Stati Uniti (bandiera) | C     | Michael Edwards       |
| 45 | Camerun (bandiera)     | C     | Daouda Amadou         |
| 77 | Stati Uniti (bandiera) | A     | Darren Yapi           |
| 91 | Francia (bandiera)     | C     | Kévin Cabral          |
| 99 | Stati Uniti (bandiera) | D     | Jackson Travis        |
|    | Ghana (bandiera)       | C     | Ali Fadal             |
|    | Inghilterra (bandiera) | D     | Rob Holding           |

## Giocatori

### Galleria d'onore
La galleria d'onore è stata creata nel 2004 per premiare ex-atleti dei Rapids che si sono distinti sia a livello sportivo che umano quando militavano nel club.
- Marcelo Balboa (introdotto nel 2004)
- Paul Bravo (introdotto nel 2004)
- Chris Henderson (introdotto nel 2007)
- John Spencer (introdotto nel 2009)
- Pablo Mastroeni (introdotto nel 2014)
- Conor Casey

(introdotto nel 2017)
- Shkëlzen Gashi

(Introdotto nel 2017)

## Record
- Maggior numero di presenze:  Pablo Mastroeni, 186
- Goal:  Paul Bravo, 39
- Assist:  Chris Henderson, 53
- Partite giocate e gol rapporto: Shkëlzen Gashi 33 partite - 11 gol
- Shutouts:  Joe Cannon, 25

MLS regular season only, through 2006
- Risultati complessivi in regular season: 146 vittorie - 166 sconfitte - 56 pareggi (aggiornato al 2007)

## Proprietà
- Anschutz Entertainment Group (1996-2004)
- Kroenke Sports Enterprises (2004-)

## Risultati anno per anno
| Anno   | Vittorie | Sconfitte | Pareggi | Punti | Reg. Season | Playoffs         | Open Cup             | CONCACAF Champions' Cup | SuperLiga          |
| ------ | -------- | --------- | ------- | ----- | ----------- | ---------------- | -------------------- | ----------------------- | ------------------ |
| 1996   | 11       | 21        | NA      | 29    | 5°, West    | Non qualificata  | Semifinali           | Non qualificata         | Iniziata nel 2007  |
| 1997   | 14       | 18        | NA      | 38    | 4°, West    | Finale           | Ottavi di finale     | Non qualificata         | Iniziata nel 2007  |
| 1998   | 16       | 16        | NA      | 44    | 3°, West    | Quarti di finale | Non qualificata      | Girone eliminatorio     | Iniziata nel 2007  |
| 1999   | 20       | 12        | NA      | 48    | 4°, West    | Quarti di finale | Finale               | Non qualificata         | Iniziata nel 2007  |
| 2000   | 13       | 15        | 4       | 43    | 3°, West    | Quarti di finale | Sedicesimi di finale | Non qualificata         | Iniziata nel 2007  |
| 2001   | 5        | 13        | 18      | 23    | 4°, West    | Non qualificata  | Sedicesimi di finale | Non disputata           | Iniziata nel 2007  |
| 2002   | 13       | 11        | 4       | 43    | 4°, West    | Semifinale       | Quarti di finale     | Non qualificata         | Iniziata nel 2007  |
| 2003   | 11       | 12        | 7       | 40    | 3°, West    | Quarti di finale | Quarti di finale     | Non qualificata         | Iniziata nel 2007  |
| 2004   | 10       | 9         | 11      | 41    | 3°, West    | Quarti di finale | Ottavi di finale     | Non qualificata         | Iniziata nel 2007  |
| 2005   | 13       | 13        | 6       | 45    | 3°, West    | Semifinale       | Ottavi di finale     | Non qualificata         | Iniziata nel 2007  |
| 2006   | 11       | 13        | 8       | 41    | 4°, West    | Semifinale       | Quarti di finale     | Non qualificata         | Iniziata nel 2007  |
| 2007   | 9        | 13        | 8       | 35    | 4°, West    | Non qualificata  | Quarti di finale     | Non qualificata         | Non ha partecipato |
| 2008   | TBD      | TBD       | TBD     | TBD   | TBD         | TBD              | Non qualificata      | Non qualificata         | Non qualificata    |
| Totals | 146      | 166       | 66      |       |             |                  |                      |                         |                    |

Nota: la MLS non ammetteva pareggi prima del 2000 (le partite venivano decise dagli shootout).

## Media presenze tifosi
stagione: regular season/playoff
- 1996: 10,213/playoff non giocati
- 1997: 11,835/15,785
- 1998: 14,812/6,582
- 1999: 14,029/6,542
- 2000: 12,580/8,789
- 2001: 16,481/playoff non giocati
- 2002: 20,687/11,002
- 2003: 16,772/6,434
- 2004: 14,195/8,028
- 2005: 13,638/11,207
- 2006: 12,056/4,176
- 2007: 14,749/playoff non giocati
- Media complessiva: 14,194